# Evergreen (Calcutta)
Evergreen è il terzo album in studio del cantautore italiano Calcutta, pubblicato il 25 maggio 2018.
Anticipato dai singoli Orgasmo, Pesto e Paracetamolo, l'album è stato supportato da un tour nei palazzetti italiani nel 2019.

## Descrizione
L'album, prodotto da Calcutta in collaborazione con Paco Martinelli e Andrea Suriani (già tastierista de I Cani e fonico di Cosmo), è stato registrato presso l'Alpha Dept. Studio a Bologna e lo Studio Nero a Roma, e ha visto la collaborazione di Giorgio Poi come chitarrista e di Francesca Michielin come corista nelle tracce Kiwi e Hubner
Il disco presenta delle sonorità vintage paragonate a Dave Fridmann, Badly Drawn Boy e Jeff Tweedy, ma anche a Teddy Reno, Morgan e Lucio Dalla. Calcutta inoltre ha dichiarato di essere stato influenzato dagli artisti stranieri anni '60, su tutti, i gruppi The Beatles e The Beach Boys.
La tematica predominante dell'album è l'amore, che si discosta dalla tenerezza appassionata del precedente Mainstream denotando invece tratti di nostalgia e insolenza. L'album è stato inoltre paragonato al primo lavoro Forse... per la semplicità ed efficacia comunicativa dei testi.
L'album è stato ristampato il 28 giugno 2019 con il titolo Evergreen... e altre canzoni. Include, oltre al primo disco dell'edizione originale, un secondo disco contenente i due inediti Due punti e Sorriso (Milano Dateo), quattro canzoni eseguite dal vivo all'Arena di Verona, e tre demo.

## Accoglienza
| Recensione       | Giudizio |
| ---------------- | -------- |
| Rockol           | 7/10     |
| Sentireascoltare |          |
| Ondarock         | 7/10     |
| Onstageweb       |          |

L'album è stato generalmente accolto positivamente dalla critica
Mattia Marzi di Rockol riporta che l'artista sceglie di «fare un piccolo passo di lato, disorientando» rispetto alle sonorità del precedente progetto, con l'esito di «evitare di finire a rifare Calcutta». Marzi ritiene che le tracce «richiedono più di un ascolto per far scattare la scintilla» poiché rispetto ai precedente album gli arrangiamenti suonano meno immediati e diretti; inoltre al di fuori dei singoli estratti, il resto delle canzoni dell'album «rischiano di restare un po' sullo sfondo» e che «partono in un certo modo e finiscono per prendere direzioni inaspettate, con bruschi cambi di rotta». Il recensore conclude che nel progetto si evince «la capacità di camminare in equilibrio sul confine che divide i poli opposti: la trollata e la serietà, il genio e la sregolatezza».
Onstageweb riporta che «Calcutta, ancora una volta, gioca in un altro campionato rispetto a tutte le copie uscite nell’ultimo periodo [...], con Evergreen Calcutta indica la strada di quello che sarà il pop italiano da qui ai prossimi due anni». "Il fenomeno Calcutta non si sgonfia, come in tanti avevano troppo arditamente pronosticato all’indomani di “Mainstream”, tutt’altro: continua a dilagare, non più fenomeno modaiolo passeggero, ma cantautore vero, come i modelli ai quali si è sempre ispirato", "Oggetti di inaudita tenerezza che si vorrebbero (già) dimenticati, vintage ancor prima di essere ascoltate, struggenti sopravvivenze umane, le canzoni di Calcutta arrivano da radio e giradischi che suonano per nessuno", "La voce si rompe al grido di motti generazionali, i sentimenti vengono messi a nudo senza nessuna paura".

## Tracce
1. Briciole – 3:36
2. Paracetamolo – 2:58
3. Pesto – 3:27
4. Kiwi – 3:42
5. Saliva – 2:26
6. Dateo – 1:15
7. Hubner – 3:07
8. Nuda nudissima – 3:23
9. Rai – 3:45
10. Orgasmo – 3:20

Evergreen... e altre canzoni – CD2
1. Due punti – 3:06
2. Sorriso (Milano Dateo) – 2:57
3. Fari (Live all'Arena di Verona 2018)
4. Paracetamolo (Live all'Arena di Verona 2018)
5. Nuda nudissima (Live all'Arena di Verona 2018)
6. Saliva (con Dario Brunori; live all'Arena di Verona 2018)
7. Orgasmo (Demo)
8. Briciole (Demo)
9. Paracetamolo (Demo)

## Formazione
- Calcutta – voce, chitarra, pianoforte
- Bruno Belissimo – basso
- Davide Solazzi – batteria
- Giorgio Poi – chitarra, voce secondaria
- Matteo Domenichelli – basso, tastiere, percussioni, voce secondaria
- Francesca Michielin – voce secondaria (traccia 4, traccia 7; non accreditata)

## Classifiche
| Classifica (2018) | Posizione massima |
| ----------------- | ----------------- |
| Italia            | 1                 |